# 修習
修習（bhāvanā），又譯修行、禪修、修，意為實踐、實行，這個單字常被佛教、耆那教、印度教應用，常用於發展心靈能力的方法，可以由此產生清淨與神聖的心態。

## 概論
在巴利文與梵文中，修習（Bhāvanā）的字面意思為發展、培育、使其產生，為實踐、使其發達、增進能力、使其存在的意思。與有（bhāva）來自相同字根。
在佛教中，修習（Bhāvanā）是用於發展行道的方法，常作為複合字使用。常見的有：
- 心修習（citta-bhāvanā）
- 身修習（kāya-bhāvanā）
- 慈心修習（mettā-bhāvanā）
- 智慧修習（paññā-bhāvanā）
- 禪定修習（samādhi-bhāvanā）
- 奢摩他修習（samatha-bhāvanā）
- 內觀修習（vipassanā-bhāvanā）

《雜阿含經》的這個頌偈：「住戒有慧人，修習心與慧，有勤智比丘，彼當解此結。」，就使用了修習這個動詞。
在佛教三藏中，對於毗婆舍那與三摩地的發展、學習與訓練，都常用修習（Bhāvanā）來當成動詞，例如修習安那般那念，修習慈心。